# Farukolhufushi
Farukolhufushi (Thaana: ފަރުކޮޅުފުށި) war eine Insel der Malediven im Nord-Malé-Atoll in der Lakkadivensee (Indischer Ozean).

## Geographie
Die Insel war in Nord-Süd-Richtung etwa 900 Meter lang und in West-Ost-Richtung maximal 250 Meter breit. Sie lag am Ostrand des Atolls auf dem gleichen Korallenrücken wie die ab 1997  aufgeschüttete künstliche Insel Hulhumalé 500 Meter südlich sowie die ca. 3 Kilometer entfernte Flughafeninsel Hulhulé. Durch einen Kanal im Riff konnte Farukolhufushi mit dem Boot erreicht werden, die Bootsfahrt zum Flughafen betrug ungefähr 10 Minuten. Die nächste Nachbarinsel im Westen war Vihamanaafushi, direkt im Norden lag Furanafushi.

## Tourismus
Auf Farukolhufushi errichtete Club Med 1978 ein Resort (Club Med Faru), womit die Insel zu den ältesten Touristeninseln des Landes gehörte. Aufgrund der Lage am Ostrand der Malediven wurde Farukolhufushi durch den Tsunami von 2004 schwer beschädigt. Die Insel wurde daraufhin von Club Med verkauft und als Club Faru neu aufgebaut, während Club Med wiederum weiter nördlich auf Kanifinolhu ein neues Resort errichtete. Seit der Neueröffnung bot Club Faru, der vom gleichen Unternehmer wie auch Fihalhohi im Süd-Malé-Atoll betrieben wird, 152 Räume in zweistöckigen Gebäuden.

## Geschichte
Im Januar 2015 hat eine Baumaßnahme zur weiteren Vergrößerung der künstlichen Insel Hulhumalé begonnen, in dessen Rahmen Farukolhufushi durch Aufschüttung mit dieser verbunden und somit Teil Hulhumalés wurde.